# Molekulapálya
A molekulapálya a klasszikus definíció szerint az a térrész a molekulában, ahol a kötőelektronpár(ok) legalább 90%-os valószínűséggel megtalálhatók. A kvantumkémia fejlődésével az 1950-es években kiderült, hogy a kémiai kötés létrejöttéhez nincs szükség elektronpárra, ezért szerencsésebb elkerülni a fenti definíciót.
Valójában a molekulapályák atompályák matematikai (lineáris) kombinációjával létrehozott pályák. Azaz a molekulapályát, mint hullámfüggvényt az őt létrehozó atompályák hullámfüggvényeinek súlyozott összegeként kapjuk meg.